# دنیس لاوان
دنیس لاوان (انگلیسی: Denis Lavagne؛ زادهٔ ۹ ژوئیهٔ ۱۹۶۴) بازیکن سابق و مربی فوتبال اهل فرانسه است.